# Xestoleberis scammonensis
Xestoleberis scammonensis is een mosselkreeftjessoort uit de familie van de Xestoleberididae. De wetenschappelijke naam van de soort is voor het eerst geldig gepubliceerd in 1967 door McKenzie & Swain.